# Kerstin Thiele
Kerstin Thiele est une judokate allemande née le 26 août 1986 à Riesa.
En 2012, elle remporte la médaille d'argent olympique dans la catégorie des moins de 70 kg, en s'inclinant en finale sur ippon face à la Française Lucie Décosse.